# 外施瓦策施奈德山

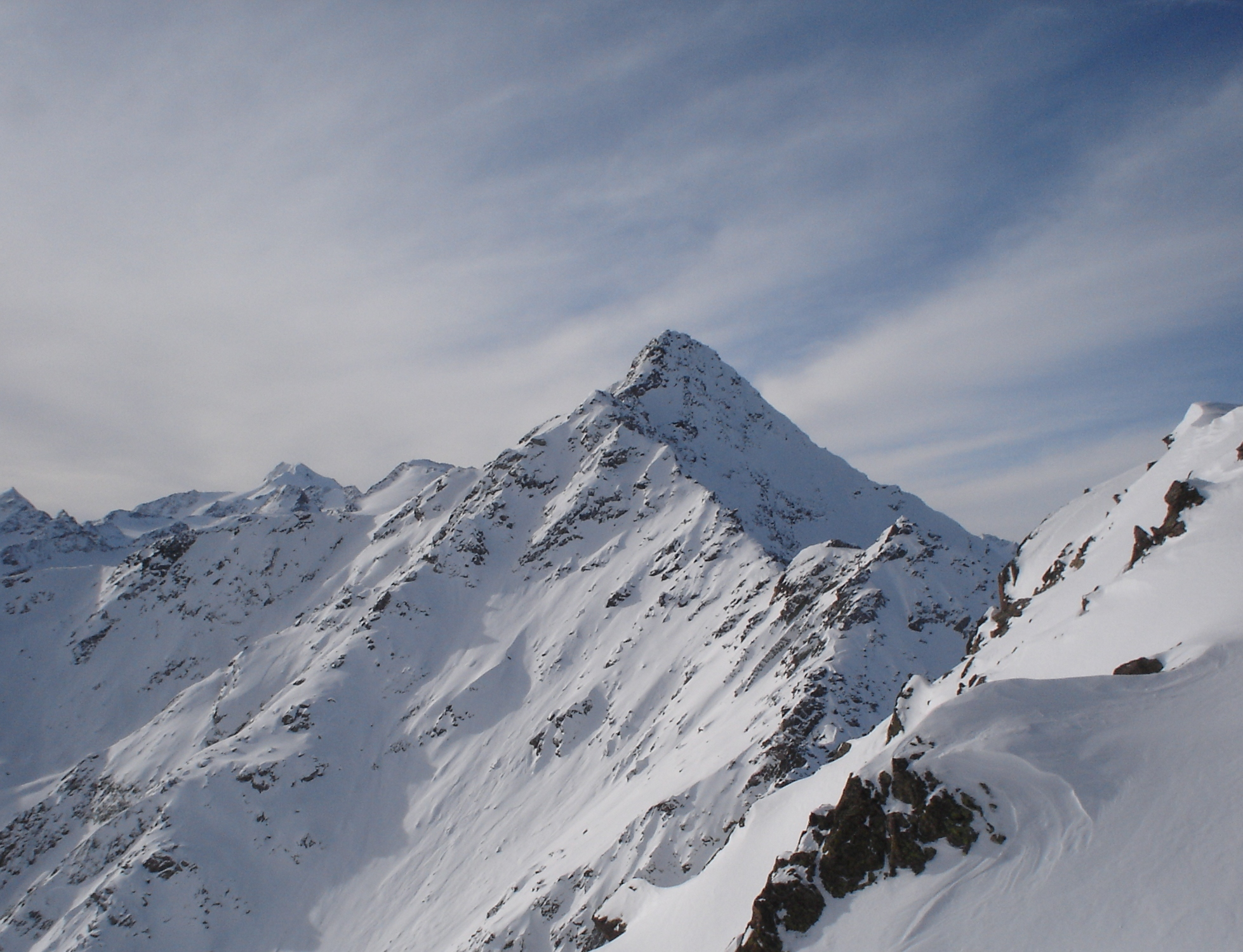

46°56′15″N 10°57′9″E / 46.93750°N 10.95250°E
外施瓦策施奈德山（德語：Äußere Schwarze Schneid），是奧地利的山峰，位於該國西部，由蒂羅爾州負責管轄，屬於奧茨塔爾阿爾卑斯山脈的一部分，距離內施瓦策施奈德山2.2公里，海拔高度3,255米。